# Хайме Вальдес
Хайме Вальдес (ісп. Jaime Valdés, нар. 11 січня 1981, Сантьяго) — чилійський футболіст, півзахисник клубу «Коло-Коло». Футболіст року в Чилі (2014, 2017).
Протягом майже усієї кар'єри виступав в Італії, де провів загалом 14 років, також недовго грав за португальський «Спортінг» та національну збірну Чилі.

## Клубна кар'єра
У дорослому футболі дебютував 1998 року виступами за команду «Палестіно» з рідного міста Сантьяго, яку тренував Мануель Пеллегріні, забивши 15 голів у 39 матчах лише 18 років, чим зацікавив ряд європейських клубів, в тому числі і італійського «Барі», до складу якого приєднався в грудні 1999 року і став виступати разом із своїм співвітчизником Паскуалем де Грегоріо.
Дебютував у Серії А вже в наступному сезоні під керівництвом Еудженіо Фашетті, 15 жовтня 2000 року, замінивши марокканця Рашида Негруза на 84-й хвилині гри проти «Ювентуса» (0:2). За підсумками того сезону 2000–01, в якому гравець зіграв лише 10 ігор в усіх турнірах, клуб вилетів з вищого дивізіону, але Вальдес послідував з командою до Серії Б і став основним гравцем першої команди, замінивши Антоніо Кассано, що покинув колектив. У другому дивізіоні за «б'янкороссі» провів ще три сезони, але так і не зумів повернути клуб в еліту, зігравши загалом за 4 роки 134 гри в усіх турнірах, за які забив 9 голів.
У серпні 2004 року Вальдес підписав контракт з «Фіорентиною», що грала у Серії А, куди перейшов на правах співволодіння. У рамках угоди у зворотньому напрямку був відправлений Массіміліано Скалья. Проте у новій команді зіграти Хайме не зміг, провівши за половину сезону лише 7 ігор у складі флорентійців, через що вже у січні 2005 року клуб продав свою частину прав на гравця «Лечче» в обмін на Валерія Божинова. Влітку того ж року «Лечче» викупив і другу половину прав на гравця у «Барі», таким чином ставши одноосібним власником контракту. За підсумками сезону 2005/06 цей клуб також покинув вищий дивізіон і Вальдес знову залишився з командою після пониження у класі, але цього разу зумів допомогти їй повернутись до Серії А у 2008 році.

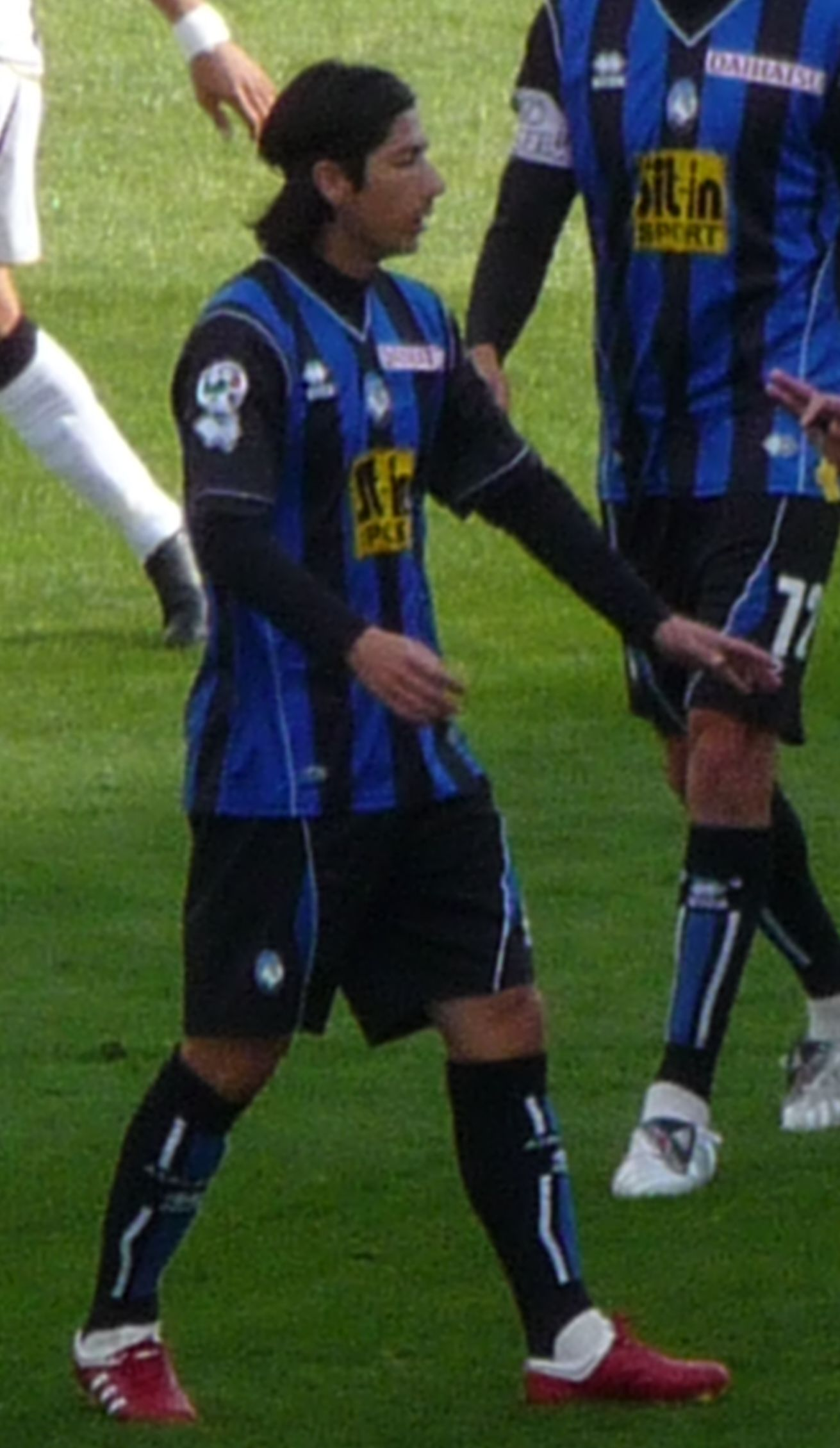
Хайме Вальдес під час виступів за «Аталанту». 2009 рік.

Тим не менш у вищому дивізіоні Вальдес став грати вже за іншу команду, оскільки у липні 2008 року перейшов до «Аталанта» на правах вільного агента, про що домовився ще у січні. Спочатку він був запасним футболістом, але зайняв провідну роль у команді в листопаді 2008 року, коли 30 листопада 2008 року забив перший гол у складі клубу, вразивши ворота «Лаціо» (2-0), а у наступному турі забив і в ворота «Удінезе» (3-0). Наступного року він зіграв ще один вдалий сезон на найвищому рівні, забивши 7 голів (його особистий рекорд в Серії А, який приніс йому виклик до національної збірної Чилі), хоча це не змогло завадити вильоту його команди в Серію Б.
Цього разу чилієць не став опускатись з клубом до нижчої ліги, оскільки його відмінний сезон зацікавив багатьох скаутів, зокрема з'явились чутки про інтерес «Мілану», але 8 липня 2010 року за 3 мільйони євро він перейшов у португальський «Спортінг». Він дебютував за клуб 29 липня в грі проти «Норшелланна», яка проходила в рамках третього кваліфікаційного раунду Ліги Європи 2010/11. Свій перший матч у чемпіонаті Португалії чилійський футболіст провів 14 серпня проти команди «Пасуш ді Феррейра». 31 жовтня того ж року півзахисник оформив дубль у зустрічі проти клубу «Уніан Лейрія», що допомогло його команді домогтися перемоги з рахунком 2:1. Однак після двох програшів, двох нічиїх та однієї перемоги тренер Пауло Серхіо, який довіряв Вальдес, був звільнений, а з приходом Жозе Коусейру Вальдес був посаджений на лаву і в кінці сезону грав нечасто. Всього ж за сезон 2010/11 Вальдес зіграв 23 матчі в чемпіонаті (5 голів), 3 гри в Кубку Португалії і 7 у Лізі Європи.
У липні 2011 року Хайме Вальдес був орендований італійською «[[Парма (футбольний клуб)|Пармою]» з правом викупу футболіста. Цікаво, що цей трансфер відбувся в рамках угоди по переходу Валерія Божинова в зворотньому напрямку, вдруге за кар'єру футболістів. Вальдес провів перший матч за «жовто-синіх» 2 жовтня 2011 року, коли «Парма» зустрічалася з «Дженоа» у шостому турі Серії А сезону 2011/12. Загалом за сезон Хайме зіграв 20 матчів у чемпіонаті і 13 липня 2012 року було оголошено, що італійська команда придбала всі права на Вальдеса. З ним був підписаний контракт, розрахований на два роки. У сезоні 2012/13 Вальдес залишався основним гравцем, але наступного розіграшу втратив місце у першій одинадцятці.

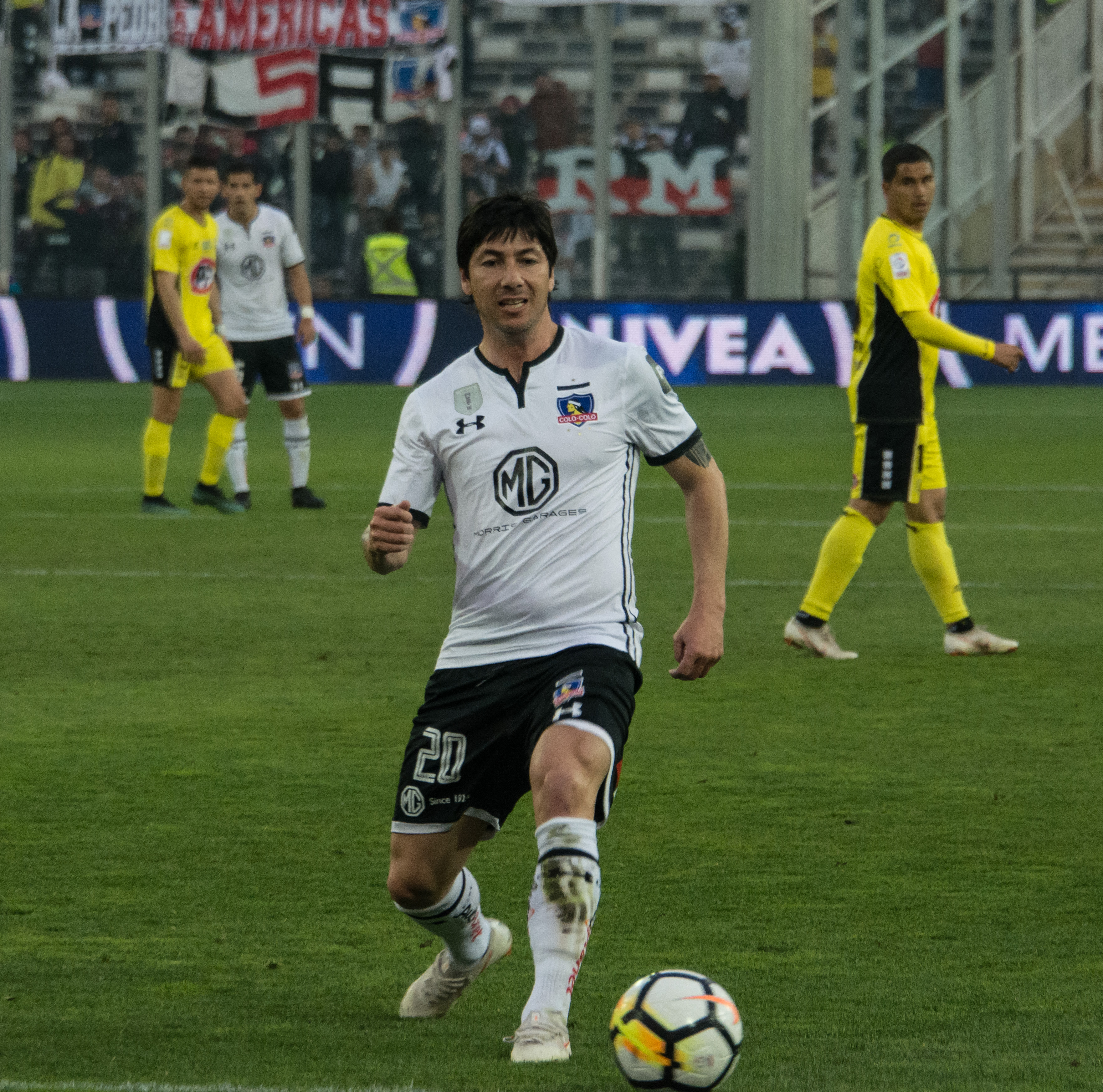
Хайме Вальдес у складі «Коло-Коло». 2018 рік.

В результаті після 14 років у Європі, у грудні 2013 року Вальдес повернувся до чилійського футболу і підписав дворічний контракт з «Коло-Коло», командою, за яку він вболівав з дитинства і завжди мріяв зіграти. З цією командою він виграв ряд національних трофеїв, перших у своїй кар'єрі, вигравши три чемпіонати Чилі, два суперкубки і один національний кубок, відігравши загалом за команду із Сантьяго 136 матчів в національному чемпіонаті. Також у вересні 2014 року його запросили зіграти в Римі «Матч за мир», організований папою Франциском та фондом Хав'єра Санетті, де грав разом з такими легендами, як Дієго Марадона, Іван Саморано, Паоло Мальдіні, Роберто Баджіо, Андрій Шевченко та інші.
25 грудня 2019 року Вальдес, якому було майже 39 років, підписав однорічну угоду з клубом другого чилійського дивізіону «Депортес Ла-Серена». Клуб шукав підсилення, оскільки у січні мав зіграти матч плей-оф за право виступати у Прімері на сезон 2020 року, втім угода була прідписана на цілий рік не залежно від успіху того матчу

## Виступи за збірні
2001 року залучався до молодіжної збірної Чилі до 20 років. У її складі був учасником молодіжного чемпіонату світу 2001 року в Аргентині, де він забив гол у матчі групового етапу проти США (1:4), але чилійці не вийшли з групи.
24 квітня 2001 року дебютував в офіційних іграх у складі національної збірної Чилі в матчі відбору на чемпіонат світу 2002 року проти Уругваю (0:1), замінивши Італо Діаса на 57-й хвилині.
Другий матч збірну провів 30 травня 2006 року в товариській грі проти Кот-д'Івуару і був замінений на Хорхе Франсіско Варгаса на 60-й хвилині.
Вальдес був включений в список із 30 гравців попередньої заявки на Чемпіонат світу 2010 року і зіграв у підготовчому товариському матчі проти Мексики 16 травня 2010 року, втім у фінальну заявку не потрапив, поступившись місцем більш досвідченим Жану Босежуру та Гонсало Харі. В подальшому у 2015 році Вальдес знову викликався до лав національної збірної, але більше за неї так і не зіграв.
| Дата      | Місто    | Господарі   | Результат | Гості   | Турнір            | Голи | Примітки |
| --------- | -------- | ----------- | --------- | ------- | ----------------- | ---- | -------- |
| 24-4-2001 | Сантьяго | Чилі        | 0 – 1     | Уругвай | Відбір до ЧС 2002 | -    |          |
| 30-5-2006 | Віттель  | Кот-д'Івуар | 1 – 1     | Чилі    | товариський матч  | -    |          |
| 16-5-2010 | Мехіко   | Мексика     | 1 – 0     | Чилі    | товариський матч  | -    |          |
| Усього    |          | Матчів      | 3         |         | Голів             | 0    |          |

## Титули і досягнення

### Командні
- Чемпіон Чилі (3):

«Коло-Коло»: Клаусура 2014, Апертура 2015, 2017
- Володар Кубка Чилі (1):

«Коло-Коло»: 2016
- Володар Суперкубка Чилі (2):

«Коло-Коло»: 2017, 2018

### Особисті
- Футболіст року в Чилі: 2014, 2017